# Udupi
Udupi (en maratí: उडुपी ) es una ciudad de la India, centro administrativo del distrito de Udupi, en el estado de Karnataka.

## Geografía
Se encuentra a una altitud de 31 m s. n. m. a 406 km de la capital estatal, Bangalore, en la zona horaria UTC +5:30.

## Demografía
Según estimación 2011 contaba con una población de 126 071 habitantes.